# Lomandra effusa
Lomandra effusa là một loài thực vật có hoa trong họ Măng tây. Loài này được (Lindl.) Ewart mô tả khoa học đầu tiên năm 1916.